# Lesões orais
Processos patológicos que podem ser diagnosticadas na cavidade oral.

## Lesões em ordem alfabética

### A
- Actinomicose cérvico-facial
- Acrodermatite enteropática
- Adenocarcinoma de células acinares
- Adenoma oxifílico
- Adenoma pleomórfico
- Afta
- Afta de Bednar
- Afta recorrente
- Afta traumática
- Ameloblastoma
- Ameloblastoma maligno
- Amelogênese imperfeita
- Anciloglossia
- Angina herpangina
- Angiomatose bucofacial
- Angiomatose encéfalo-trigeminal
- Angiossarcoma

### B
- Blastomicose

### C
- Candidíase
- Carcinoma adenóide cístico
- Carcinoma espinocelular
- Carcinoma intra-ósseo
- Carcinoma mucoepidermóide
- Cárie
- Cárie de mamadeira
- Cárie de radiação
- Cementoblastoma benigno
- Cementoma gigantiforme
- Cisto adenoma papilar linfomatoso
- Cisto dentígero
- Cisto de erupção
- Cisto do ducto nasopalatino
- Cisto gengival do adulto
- Cisto gengival do recém-nascido
- Cisto mandibular mediano
- Cisto nasolabial
- Cisto odontogênico calcificante
- Cisto odontogênico glandular
- Cisto ósseo aneurismático
- Cisto paradentário
- Cisto palatino mediano
- Cisto periodontal  lateral
- Cisto radicular apical
- Cisto radicular lateral
- Cisto radicular residual
- Condroma
- Condromablastoma fibroma condromixóide
- Condrossarcoma
- Condrossarcoma central
- Condrossarcoma periférico
- Condrossarcoma justacortical
- Condrossarcoma mesenquimal

### D
- Dens in dente
- Dentinogênese imperfeita
- Dermatite de contato
- Dermatite herpetiforme
- Disostose cleidocranial
- Displasia cementiforme  periapical
- Displasia craniometafisária
- Displasia dentinária
- Displasia fibrosa monostótica
- Displasia fibrosa poliostótica
- Displasia ectodérmica
- Doença de Addison
- Doença de Caffey
- Doença de Darier
- Doença de Paget do osso
- Doença de Riga-Fede

### E
- Eritema multiforme
- Eritoplasia de Queyrat
- Epidermólise bolhosa
- Epúlide congênito do recém-nascido
- Esclerodermia

### F
- Fenda labial
- Fenda palatina
- Fibrogranuloma
- Fibro-histiocitoma maligno
- Fibroma
- Fibroma cementificante central
- Fibroma cementificante periférico
- Fibroma desmoplástico
- Fibroma odontogênico
- Fibromatose gengival anatômica
- Fibromatose gengival irritativa
- Fibromatose gengival hereditária
- Fibromatose gengival hereditária difusa
- Fibromatose gengival medicamentosa
- Fibromatose gengival medicamentosa associada à dilantina sódica
- Fibromatose submucosa
- Fibrossarcoma
- Fibro-odontossarcoma ameloblástico
- Fibrossarcoma ameloblástico
- Fístula bucoantral
- Fístula nasobucal

### G
- Gengivite
- Gengivite associada ao irropimento de dentes
- Gengivite associada à puberdade
- Gengivite séptica
- Gengivite ulcerativa necrosante aguda
- Gengivoestomatite ulceronecrosante aguda (GUNA)
- Gengivoestomatite herpética aguda primária (GEHAP)
- Glossite rombóide mediana
- Granuloma eosinófilo traumático
- Granuloma irritativo
- Granuloma piogênico

### H
- Hanseníase
- Hemangioendotelioma
- Hemangioma
- Hemangioma intra-ósseo
- Hemangiogranuloma
- Hemangiopericitoma
- Herpes
- Herpes simples recorrente
- Hiperplasia fibrosa inflamatória de fundo de sulco
- Hiperplasia fibrosa inflamatória de palato
- Hiperplasia linfóide
- Hipertrofia hemifacial
- Hipoplasia do esmalte
- Hiperqueratose
- Hiperqueratose de lábio
- histoplasmose
- Líquen plano

### L
- Lesão Cauqué
- Lesão central de células gigantes
- Lesão periférica de células gigantes
- Leiomioma
- Leucoedema
- Leucoplasia
- Língua fissurada
- Lipoma
- Lipoma de Burkitt
- Linfangioma
- Linfossarcoma
- Lipóido proteinose
- Líquen plano
- Lúpus eritematoso crônico discóide

### M
- Macrodontia
- Macroglossia
- Melanoma
- Mesenquimoma maligno
- Microdontia
- Microglossia
- Mioblastoma de células granulares
- Mioloma plasmocitário
- Mixoma
- Mononucleose infecciosa
- Mucocele
- Mucosite

### N
- Neurilemoma
- Neurofibroma
- Neurofibromatose
- Nevo
- Nevo azul
- Nevo pigmentado
- Nevo branco esponjoso
- Noma (cancro bucal)

### O
- Odontoameloblastoma
- Odontodisplasia
- Odontoma complexo
- Odontoma composto
- Osteoblastoma
- Osteocondroma
- Osteoma
- Osteoma osteróide
- Osteomielite
- Osteomielite crônica esclerosante difusa
- Osteomielite crônica esclerosante focal
- Osteomielite de Garré
- Osteomielite supurativa aguda
- Osteossarcoma
- Osteossarcoma paraostal
- Osteossarcoma em focos múltiplos
- Osteorradionecrose

### P
- Paracoccidioidomicose
- Parotidite
- Parotidite aguda
- Parotidite crônica
- Parotidite epidêmica(caxumba)
- Parotidite recorrente
- Papiloma
- Papiloma pavimentoso
- Paquioníquia congênita
- Pênfigo eritematoso
- Pênfigo foliáceo
- Pênfigo vegetante
- Pênfigo vulgar
- Penfigóide benigno de mucosa
- Penfigóide bolhoso
- Periadenite mucosa recorrente cicatrizante
- Periodontite
- Periodontite juvenil
- Periodontose
- Periodontose com síndromes dermatológicas
- Periodontose medicamentosa cíclica
- Periodontose por deficiência de fosfatase alcalina
- Periodontose propriamente dita

### Q
- Queilite actínia
- Queratoacantoma
- Queratose irritativa
- Querubismo

### R
- Rabdomioma
- Rânula
- Reticulossarcoma

### S
- Sarampo
- Sarcoidose
- Sarcoma de Ewing
- Sarcoma de Kaposi
- Sarcoma indiferenciado
- Sialolitíase
- Sífilis
- Síndrome da imunodeficiência adquirida (SIDA, AIDS)
- Síndrome de Gorlin
- Síndrome de Sjögren
- Síndrome de Papillon-Lefreve
- Síndrome de Peutz-Jeghers
- Síndrome de Plummer-Vinson
- Sinusite maxilar odontogênica

### T
- Tatuagem por amálgama
- Taurodontismo
- Tumor de células gigantes
- Tumor glômico
- Tumor odontogênico adenomatóide
- Tumor marrom do hiperparatireoidismo
- Tumor melanótico neuroectodérmico da infância
- Tumor odontogênico escamoso
- Tumor odontogênico epitelial calcificante de células claras

### U
- Ulceração aftosa recorrente
- Úlcera da mucosa intrabucal
- Úlcera psicogênica

### V
- Varicela

### X
- Xeroderma pigmentoso

### Z
- Zoster